# Cheikh N'Doye
Cheikh Tidiane N'Doye (* 29. března 1986) je senegalský profesionální fotbalista, který hraje na pozici záložníka za klub Red Star FC. V letech 2014 až 2019 odehrál 30 zápasů a dvakrát skóroval za senegalský národní tým.

## Klubová kariéra
N'Doye se narodil v Rufisque a svou kariéru začal v Yakaaru, než se přestěhoval do Francie, kde hrál za Épinal. Poté působil v Créteil a Angers.
V sezóně 2016/17 byl kapitánem Angers, které dovedl do finále Coupe de France, jeho tým však prohrál 0:1 s Paris Saint-Germain.
Dne 14. července 2017 podepsal N'Doye dvouletou smlouvu s anglickým klubem Birmingham City. V úvodním utkání sezóny 2017/18, kdy Birmingham prohrál 0:1 s Ipswich Town, nastoupil rovnou do základní jedenáctky. Odehrál 37 ligových zápasů, přičemž jeho tým se těsně vyhnul sestupu z Championship. N'Doye se objevil v prvních dvou zápasech Birminghamu v sezóně 2018/19, ale vzhledem k tomu, že klub byl pod tlakem, aby snížil výdaje, aby vyhověl pravidlům finanční fair play, bylo mu umožněno vrátit se do svého bývalého klubu Angers na sezónní hostování. Birmingham ho propustil, když mu v červnu 2019 vypršela smlouva.
Dne 6. října 2020, po více než roce bez angažmá, se N'Doye vrátil do Francie a podepsal roční smlouvu s týmem Championnat National Red Star.

## Reprezentační kariéra
N'Doye debutoval v reprezentaci Senegalu v roce 2014. Byl členem 23členného týmu Senegalu pro Mistrovství světa ve fotbale 2018 v Rusku. V dubnu 2019 si přetrhl přední zkřížený vaz, takže vynechal Africký pohár národů 2019.

## Kariérní statistiky

### Klubové
Platí ke konci sezóny 2021/22.
| Klub               | Sezóna            | Liga              | Liga   | Liga | Národní pohár | Národní pohár | Ligový pohár | Ligový pohár | Ostatní | Ostatní | Celkově | Celkově |
| Klub               | Sezóna            | Divize            | Zápasy | Góly | Zápasy        | Góly          | Zápasy       | Góly         | Zápasy  | Góly    | Zápasy  | Góly    |
| ------------------ | ----------------- | ----------------- | ------ | ---- | ------------- | ------------- | ------------ | ------------ | ------- | ------- | ------- | ------- |
| Épinal             | 2009/10           | CFA               | 7      | 0    |               |               | —            | —            | —       | —       | 7       | 0       |
| Épinal             | 2010/11           | CFA               | 30     | 11   |               |               | —            | —            | —       | —       | 30      | 11      |
| Épinal             | 2011/12           | National          | 35     | 4    | 1             | 0             | —            | —            | —       | —       | 36      | 4       |
| Épinal             | Celkově           | Celkově           | 72     | 15   | 1             | 0             | —            | —            | —       | —       | 73      | 15      |
| Créteil            | 2012/13           | National          | 34     | 11   | 2             | 0             | —            | —            | —       | —       | 36      | 11      |
| Créteil            | 2013/14           | Ligue 2           | 36     | 10   | 2             | 0             | 3            | 0            | —       | —       | 41      | 10      |
| Créteil            | 2014/15           | Ligue 2           | 37     | 11   | 1             | 0             | 4            | 0            | —       | —       | 42      | 11      |
| Créteil            | Celkově           | Celkově           | 107    | 32   | 5             | 0             | 7            | 0            | —       | —       | 119     | 32      |
| Angers             | 2015/16           | Ligue 1           | 32     | 9    | 2             | 1             | 0            | 0            | —       | —       | 34      | 10      |
| Angers             | 2016/17           | Ligue 1           | 33     | 5    | 4             | 1             | 0            | 0            | —       | —       | 37      | 6       |
| Angers             | Celkově           | Celkově           | 65     | 14   | 6             | 2             | 0            | 0            | —       | —       | 71      | 16      |
| Birmingham City    | 2017/18           | Championship      | 37     | 0    | 3             | 0             | 0            | 0            | —       | —       | 40      | 0       |
| Birmingham City    | 2018/19           | Championship      | 2      | 0    | 0             | 0             | 0            | 0            | —       | —       | 2       | 0       |
| Birmingham City    | Celkově           | Celkově           | 39     | 0    | 3             | 0             | 0            | 0            | 0       | 0       | 42      | 0       |
| Angers (hostování) | 2018/19           | Ligue 1           | 27     | 0    | 1             | 0             | 1            | 0            | —       | —       | 29      | 0       |
| Red Star           | 2020/21           | National          | 26     | 6    | 4             | 0             | —            | —            | —       | —       | 30      | 6       |
| Red Star           | 2021/22           | National          | 30     | 11   | 4             | 0             | —            | —            | —       | —       | 34      | 11      |
| Red Star           | Celkově           | Celkově           | 56     | 17   | 8             | 0             | 0            | 0            | 0       | 0       | 64      | 17      |
| Celkově v kariéře  | Celkově v kariéře | Celkově v kariéře | 366    | 78   | 24            | 2             | 8            | 0            | 0       | 0       | 398     | 80      |

### Reprezentační
| Národní tým | Rok     | Zápasy | Góly |
| ----------- | ------- | ------ | ---- |
| Senegal     | 2014    | 1      | 1    |
| Senegal     | 2015    | 5      | 0    |
| Senegal     | 2016    | 5      | 0    |
| Senegal     | 2017    | 8      | 1    |
| Senegal     | 2018    | 10     | 0    |
| Senegal     | 2019    | 1      | 0    |
| Celkově     | Celkově | 30     | 2    |

### Reprezentační góly
Skóre a výsledky Senegalu jsou vždy zapsány jako první a jsou zvýrazněny.
| Gól | Datum           | Místo                                           | Soupeř   | Skóre | Výsledek | Soutěž                                           |
| --- | --------------- | ----------------------------------------------- | -------- | ----- | -------- | ------------------------------------------------ |
| 1.  | 31. května 2014 | Estadio Pedro Bidegain, Buenos Aires, Argentina | Kolumbie | 2:2   | 2:2      | Přátelský zápas                                  |
| 2.  | 7. října 2017   | Estádio Nacional de Cabo Verde, Praia, Kapverdy | Kapverdy | 2:0   | 2:0      | Kvalifikace na Mistrovství světa ve fotbale 2018 |

## Úspěchy
Créteil
- Championnat National: 2012/13

Angers
- Poražení finalisté Coupe de France: 2016/17